# Maria Antonia di Baviera
Maria Antonia Walpurga Symphorosa di Baviera (Castello di Nymphenburg, 18 luglio 1724 – Dresda, 23 aprile 1780) era figlia dell'imperatore ed elettore di Baviera Carlo VII e di Maria Amalia d'Asburgo.

## Biografia

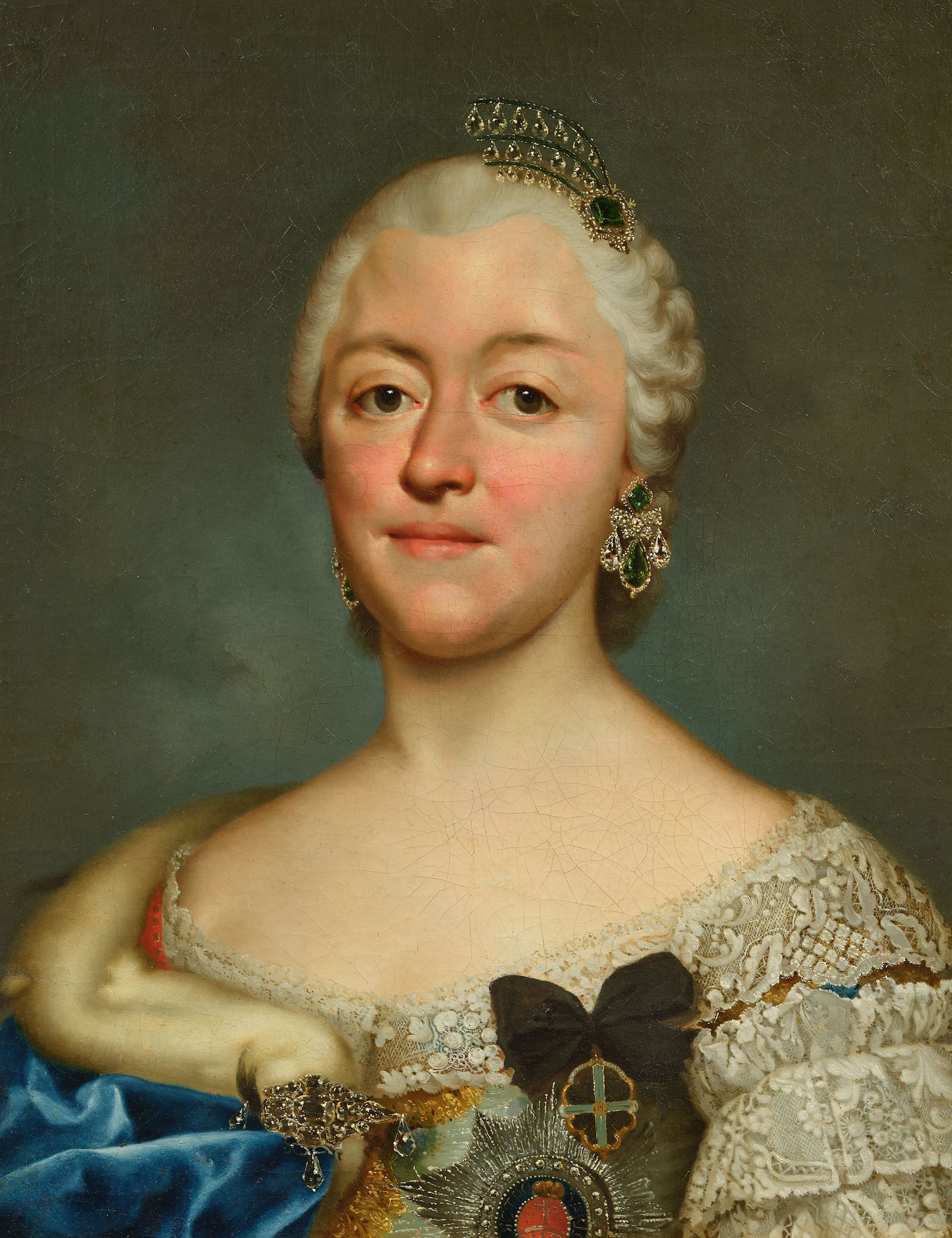
Maria Antonia di Baviera ritratta da Anton Raphael Mengs nel 1751.

Maria Antonia per tutta la vita ricevette un'eccellente educazione, in particolare nelle arti, tra cui la pittura e la poesia, oltre alla musica.
Sposò il 20 giugno 1747 a Dresda l'elettore Federico Cristiano di Sassonia (1722-1763).
Dall'unione nacquero nove figli, di cui solo sette superarono l'infanzia.

### Formazione musicale e composizione
Appassionata di musica, continuò a ricevere lezioni di musica anche dopo il matrimonio. Suoi maestri furono Giovanni Battista Ferrandini e Giovanni Porta finché abitò a Monaco; a Dresda Nicola Porpora e Johann Adolf Hasse.
Fu artista lei stessa, esibendosi a corte come musicista di clavicembalo e interpretando le opere da lei scritte.
Le sue opere più conosciute, e tradotte in altre lingue per essere presentate presso altre corti europee, furono:
- Il trionfo della fedeltà (opera, eseguita a Dresda nel 1754, libretto e musica di Maria Antonia);
- Talestri, regina delle Amazzoni (opera, eseguita nel 1760 a Nymphenburg, libretto e musica di Maria Antonia);
- La conversione di Sant'Agostino (oratorio, eseguito a Dresda nel 1750, libretto di Maria Antonia, musica di Johann Adolf Hasse).

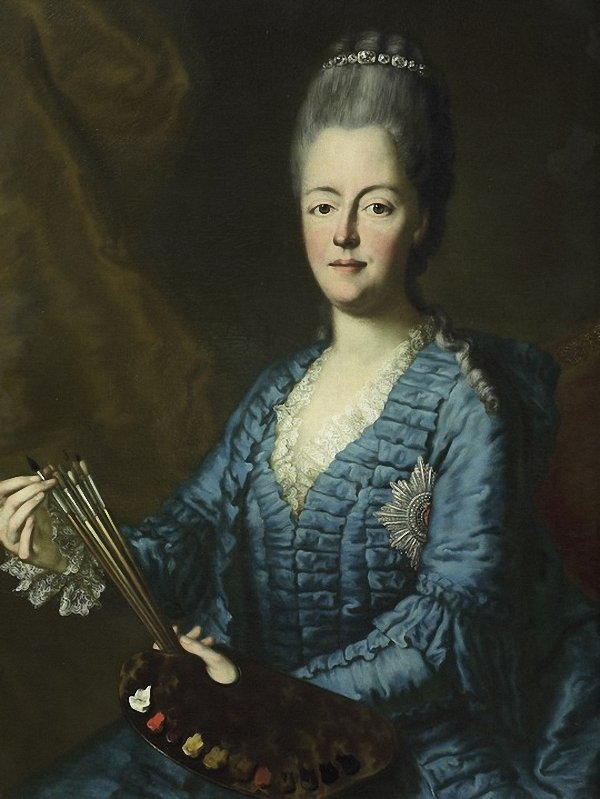
Autoritratto di Maria Antonia di Baviera del 1770

Presso la Bayerische Staatsbibliothek a Monaco è ancora oggi conservato un catalogo completo delle sue opere redatto tra il 1750 e il 1790.
Era amante anche della pittura, un suo autoritratto è conservato alla Galleria degli Uffizi, e della scrittura, fu protettrice di Anton Raphael Mengs, Johann Gottlieb Naumann, Regina Mingotti e altri artisti.

### Reggenza
Lasciò Dresda durante la Guerra dei sette anni e si rifugiò a Praga e a Monaco, ma vi fece ritorno all'ascesa al trono del marito nel 1763. Questi morì dieci settimane dopo e gli succedette il figlio Federico Augusto. Essendo il figlio minorenne, ricoprì la carica di reggente congiuntamente con il cognato Francesco Saverio di Sassonia.

Fondò inoltre una fabbrica tessile nel 1763 e un birrificio nel 1766.

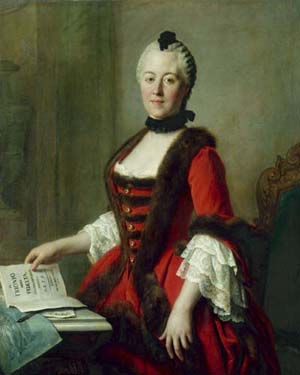
Maria Antonia di Baviera ritratta da Pietro Rotari nel 1755.

## Discendenza
La coppia ebbe nove figli:
- un figlio (9 giugno 1748)
- Federico Augusto (Dresda, 23 dicembre 1750-Dresda, 5 maggio 1827);
- Carlo (Dresda, 24 settembre 1752-Dresda, 8 settembre 1781);
- Giuseppe (Dresda, 26 gennaio 1754-Dresda 25 marzo 1763);
- Antonio (Dresda, 27 dicembre 1755-Pillnitz, 6 giugno 1836);
- Maria Amalia (Dresda, 26 settembre 1757-Neuburg, 20 aprile 1831);
- Massimiliano (Dresda, 13 aprile 1759-Dresda, 3 gennaio 1838);
- Maria Anna (Monaco, 27 febbraio 1761-Dresda, 26 novembre 1820).
- figlio nato morto (1762)

## Ascendenza
|                                               |                      |                                             | Genitori                            |  |  | Nonni |  |  | Bisnonni                              |  |  | Trisnonni                           |  |
|                                               |                      |                                             |                                     |  |  |       |  |  | Ferdinando Maria, Elettore di Baviera |  |  | Massimiliano I, elettore di Baviera |  |
|                                               |                      |                                             |                                     |  |  |       |  |  | Ferdinando Maria, Elettore di Baviera |  |  | Massimiliano I, elettore di Baviera |  |
|                                               |                      | Maria Anna d'Austria                        |                                     |  |  |       |  |  | Ferdinando Maria, Elettore di Baviera |  |  |                                     |  |
| Massimiliano II Emanuele, Elettore di Baviera |                      |                                             |                                     |  |  |       |  |  | Ferdinando Maria, Elettore di Baviera |  |  |                                     |  |
|                                               |                      | Enrichetta Adelaide di Savoia               | Vittorio Amedeo I, Duca di Savoia   |  |  |       |  |  |                                       |  |  |                                     |  |
|                                               |                      | Enrichetta Adelaide di Savoia               | Vittorio Amedeo I, Duca di Savoia   |  |  |       |  |  |                                       |  |  |                                     |  |
|                                               |                      | Enrichetta Adelaide di Savoia               | Cristina di Francia                 |  |  |       |  |  |                                       |  |  |                                     |  |
| Carlo VII, Imperatore del Sacro Romano Impero |                      | Enrichetta Adelaide di Savoia               |                                     |  |  |       |  |  |                                       |  |  |                                     |  |
|                                               |                      | Giovanni III Sobieski                       | Jakub Sobieski                      |  |  |       |  |  |                                       |  |  |                                     |  |
|                                               |                      | Giovanni III Sobieski                       | Jakub Sobieski                      |  |  |       |  |  |                                       |  |  |                                     |  |
|                                               |                      | Giovanni III Sobieski                       | Zofia Teofillia Daniłowicz          |  |  |       |  |  |                                       |  |  |                                     |  |
| Teresa Cunegonda Sobieska                     |                      | Giovanni III Sobieski                       |                                     |  |  |       |  |  |                                       |  |  |                                     |  |
|                                               |                      | Maria Casimira Luisa de la Grange d'Arquien | Henri Albert de La Grange d'Arquien |  |  |       |  |  |                                       |  |  |                                     |  |
|                                               |                      | Maria Casimira Luisa de la Grange d'Arquien | Henri Albert de La Grange d'Arquien |  |  |       |  |  |                                       |  |  |                                     |  |
|                                               |                      | Maria Casimira Luisa de la Grange d'Arquien | Françoise de la Châtre              |  |  |       |  |  |                                       |  |  |                                     |  |
| Maria Antonia di Baviera                      |                      | Maria Casimira Luisa de la Grange d'Arquien |                                     |  |  |       |  |  |                                       |  |  |                                     |  |
|                                               | Leopoldo I d'Asburgo | Ferdinando III d'Asburgo                    |                                     |  |  |       |  |  |                                       |  |  |                                     |  |
|                                               | Leopoldo I d'Asburgo | Ferdinando III d'Asburgo                    |                                     |  |  |       |  |  |                                       |  |  |                                     |  |
|                                               | Leopoldo I d'Asburgo | Maria Anna di Spagna                        |                                     |  |  |       |  |  |                                       |  |  |                                     |  |
| Giuseppe I d'Asburgo                          | Leopoldo I d'Asburgo |                                             |                                     |  |  |       |  |  |                                       |  |  |                                     |  |
|                                               |                      | Eleonora del Palatinato-Neuburg             | Filippo Guglielmo del Palatinato    |  |  |       |  |  |                                       |  |  |                                     |  |
|                                               |                      | Eleonora del Palatinato-Neuburg             | Filippo Guglielmo del Palatinato    |  |  |       |  |  |                                       |  |  |                                     |  |
|                                               |                      | Eleonora del Palatinato-Neuburg             | Elisabetta Amalia d'Assia-Darmstadt |  |  |       |  |  |                                       |  |  |                                     |  |
| Maria Amalia d'Austria                        |                      | Eleonora del Palatinato-Neuburg             |                                     |  |  |       |  |  |                                       |  |  |                                     |  |
|                                               |                      | Giovanni Federico di Brunswick-Lüneburg     | Giorgio di Brunswick-Lüneburg       |  |  |       |  |  |                                       |  |  |                                     |  |
|                                               |                      | Giovanni Federico di Brunswick-Lüneburg     | Giorgio di Brunswick-Lüneburg       |  |  |       |  |  |                                       |  |  |                                     |  |
|                                               |                      | Giovanni Federico di Brunswick-Lüneburg     | Anna Eleonora di Assia-Darmstadt    |  |  |       |  |  |                                       |  |  |                                     |  |
| Guglielmina Amalia di Brunswick-Lüneburg      |                      | Giovanni Federico di Brunswick-Lüneburg     |                                     |  |  |       |  |  |                                       |  |  |                                     |  |
|                                               |                      | Benedetta Enrichetta del Palatinato         | Edoardo del Palatinato-Simmern      |  |  |       |  |  |                                       |  |  |                                     |  |
|                                               |                      | Benedetta Enrichetta del Palatinato         | Edoardo del Palatinato-Simmern      |  |  |       |  |  |                                       |  |  |                                     |  |
|                                               |                      | Benedetta Enrichetta del Palatinato         | Anna Maria di Gonzaga-Nevers        |  |  |       |  |  |                                       |  |  |                                     |  |
|                                               |                      | Benedetta Enrichetta del Palatinato         |                                     |  |  |       |  |  |                                       |  |  |                                     |  |